# ADS水中ライフル
ADS（ロシア語: АДС）は、ロシア連邦のKBP器械製造設計局がKBP A-91をベースに開発した、APS水中銃の後継のブルパップ式アサルトライフル。
新しく設計された5.45x39mm水中用弾薬を使用しており、陸上での射程もAPSより伸びている。動作メカニズムはA-91と基本的に同じで前方排莢のシステムを採用している。そして、弾薬が小さくなったことからAK-74の弾倉に収めることができ、APS水中銃のような巨大な弾倉ではなくなった。